# Бегеняш
Бегеня́ш (рос. Бегеняш, башк. Бәгәнәш) — присілок у складі Стерлітамацького району Башкортостану, Росія. Входить до складу Первомайської сільської ради.
До 9 лютого 2008 року присілок називався селище Бегеняського отділення.
Населення — 290 осіб (2010; 334 в 2002).
Національний склад:
- татари — 49 %
- башкири — 30 %